# Інженер-віцеадмірал
Інженер-віцеадмірал  (після 1971 року віцеадмірал-інженер) — військове звання вищого начальницького інженерно-корабельного складу в Військово-морських сил та Прикордонних військ з 1940 до 1971.
Еквівалентом звання серед командного складу було: у сухопутних силах звання генерал-лейтенант та віцеадмірал в ВМС. Серед військово-технічного складу РСЧА відповідним званням у 1940-1942/43 роках було дивінженер.
Інженер-віцеадмірал був вище за рангом ніж інженер-контрадмірал і нижче за рангом від інженера-адмірала.

## Історія використання

### Введення звання (1940)
Указами Президії Верховної Ради СРСР від 7 травня 1940 «Про встановлення військових звань вищого командного складу Червоної Армії» (рос. «Об установлении воинских званий высшего командного состава Красной Армии») та «Про встановлення військових звань вищого командного складу Військово-Морського Флоту» (рос. «Об установлении воинских званий высшего командного состава Военно-Морского Флота») вводилися генеральські та адміральські звання для вищого командного складу. Крім того цими указами встановлювалися нові звання для інженерів корабельної служби, які дорівнювалися до звань командного складу (в сухопутних силах технічно-інженерний склад залишив свої звання до 1942/43 років). Еквівалентом звання «дивінженер» серед корабельного інженерного складу стає звання «інженер-віцеадмірал». В інших підрозділах ВМФ залишилося звання інженер-флагман ІІ рангу, але невдовзі було скасовано і його.

### 1942-1943
У 1942/43 роках відбувається уніфікація військових звань різних складів та служб РСЧА та РСЧФ. З 1942 року звання «дивінженер» поступово скасовується, носіям надавалися генеральські звання.
Еквівалентом звання інженер-віцеадмірал в сухопутних силах та в не корабельному складі ВМС стає звання інженер-генерал-лейтенант.

### Скасування звання (1971)
Згідно указу Президії Верховної Ради СРСР від 18 листопада 1971 року відбувається уніфікація військових звань. Серед іншого, змінам піддалися адміральські звання інженерно-корабельного складу, інженер-віцеадмірали, стають віцедміралами-інженерами.

## Знаки розрізнення
Знаки розрізнення співпадали з віцеадміралом. 
На рукавах було по три стрічки (одна широка, та дві середні), а на погонах з 1942 року було по дві адміральські зірочці. Самі погони несли на собі технічну емблему.

## Див також
Віцеадмірал